# Falumúzeum Hollókőn
A hollókői Falumúzeum Ófalui részén (Kossuth u. 82.) található. A látogató megtekintheti a hajdani lakosok életviteléhez szükséges berendezéseket és eszközöket.

## Létrejötte
1964-ben nyílt meg a hollókői műemlékegyüttes részeként. Múzeumi kiállítóhely. Befogadó épülete ún. egyderekú, 3 helyiséges, vályogból rakott, sárral tapasztott, fehérre meszelt, régi parasztház. Nyeregtetője cserépzsindellyel fedett. A helyreállításának tervezője Gazda Anikó. Állandó néprajzi kiállítását a balassagyarmati Palóc Múzeum rendezte be. A falumúzeum egy háromtagú család (gyermek és öreg szülei) életét mutatja be a 19-20. század fordulóján használt bútortipusok, használati tárgyak és eszközök segítségével.

## A gyűjtemény
Az állandó néprajzi kiállításnak helyet adó régi parasztház három helyiséges. A benne látható berendezés az 1920-as évek lakóházát és életvitelét hivatott bemutatni.
A palóc építészet szép példája: háromosztatú, alápincézett, nyeregtetős, kontyolt tetejű, deszkamellvédes korláttal rendelkezik, amely a házak többségénél az utcai homlokzat elé is kifutn.
Az utcára néző homlokzat háromszögbe zárt része, az oromzat anyaga és díszítésmódja éppúgy sajátos Palócföldön, mint a 19. század második harmadától elterjedt kőoszlopos tornác, vagy a tüzelőberendezésnek az a típusa, amely egy szögletes belső tüzelésű és kürtővel ellátott kemencéből, valamint kémény nélküli füstelvezető szerkezetből állt, amelyet a búboskemence váltott fel.

A parasztházakban általában lakószoba, pitvar és kamra volt. Később a pitvarból az első- és hátsó szobába lehetett jutni. Az első házat aztán tisztaszobává alakították. Az udvar legnagyobb és gazdaságilag legfontosabb építményei a csűr vagy pajta. 
A palóc bútorok jellegzetes darabjai az ülő- vagy tároló alkalmatosságok (lóca, kisszék, vizesszék stb.) A rózsás, tornyos ágyak, a díszes faragott szekrények vagy ácsolt, festett ládák, a nagyfiókos, úgynevezett terpeszlábú asztalok ugyancsak a palóc lakásberendezés régi emlékei. A lakásokban a szentképek között gyakoriak voltak a párosával elhelyezett úgynevezett „cifratányérok”.
A hagyományos palóc házak többnyire három helyiségből állnak: a tornácról közvetlenül a pitvarba, azaz a konyhába lépett az érkező, ahonnan az utcafront felé a tisztaszoba nyílt, melyet a ház ura lakott családjával, hátrafelé pedig az éléskamra, amelyben a gabonát tárolták, és ez volt az idősek hálóhelye is.

## Külső hivatkozások
- https://web.archive.org/web/20121119065233/http://www.tajhaz.hu/tajhaz/index_hu.php?ID=492
- Hollókő ófalu látnivalói a Novohrad-Nógrád Geopark weboldalán